# Pat Corley
Pour les articles homonymes, voir Corley.
Pat Corley, né le 1er juin 1930 à Dallas, Texas (États-Unis) et mort le 11 septembre 2006 à Los Angeles (États-Unis), était un acteur américain.

## Filmographie

### Cinéma
- 1974 : La Loi et la Pagaille (Law and Disorder) : Ken
- 1974 : Les Superflics (The Super Cops) : Capitaine Bush
- 1977 : Audrey Rose : Dr. Webster
- 1977 : La chouette équipe se révolte (The Bad News Bears in Breaking Training) : Morrie Slaytor
- 1978 : Le Retour : Harris
- 1979 : Morsures (Nightwing) d'Arthur Hiller : Vet
- 1979 : The Last Word de Roy Boulting : Chef Norris
- 1979 : The Rose : Police Chief Morrison
- 1979 : Tueurs de flics : Jimmy's Lawyer #2
- 1980 : Flics-Frac ! (The Black Marble) : Itchy Mitch
- 1980 : L'Amour à quatre mains (Loving Couples) : Delmonico Clerk
- 1980 : On the Nickel
- 1981 : La Main du cauchemar : Sheriff
- 1981 : Sanglantes Confessions : Sonny McDonough
- 1982 : La Folie aux trousses : Pilot
- 1982 : Les Croque-morts en folie : Edward Koogle
- 1982 : Summer Heat : Sheriff Joe Cozy
- 1983 : L'Héritier de la Panthère rose : Lt. Palmyra
- 1984 : Contre toute attente : Ed Phillips
- 1990 : Monsieur Destinée : Harry Burrows
- 1996 : Charlie mon héros : Officer McDowell (voice)
- 1999 : Walking Across Egypt : Sheriff Tillman
- 2003 : Purgatory Flats : Roy
- 2006 : Come Early Morning : Papa

### Télévision

#### Séries télévisées
- 1973 : The Wide World of Mystery
- 1974 : Get Christie Love!
- 1974 : Kojak : Mr Miller
- 1976 : Delvecchio (en) : Manny
- 1976 : The Blue Knight : The Man
- 1977 : The Betty White Show : TV Repairman
- 1977-1980 : Barnaby Jones : Sam Powell / Sid Markham
- 1977 : Racines : Referee
- 1978 : The Amazing Spider-Man : IFMM receptionist
- 1978 : Starsky et Hutch : Ben Meadows
- 1978 : The Paper Chase (en) : Plumber
- 1979 : Family (en) : Driver / Umpire
- 1979-1980 : Lou Grant : Organizer / Judge
- 1980 : La Famille des collines : The Bartender
- 1981 : Darkroom : Colonel / Sheriff
- 1981 : Pour l'amour du risque : Monty
- 1981 : Monsieur Merlin : Roy Orkand
- 1982 : Flamingo Road
- 1982 : House Calls
- 1982 : La Loi selon McClain
- 1982-1986 : Capitaine Furillo : Coroner Wally Nydorf
- 1982-1988 : Cagney et Lacey : Sheriff Craddock / Tom
- 1983 : Bay City Blues : Ray Holtz
- 1983 : Hôpital St Elsewhere : Norman Wyler
- 1983 : L'Homme qui tombe à pic : Sheriff Nick Baker
- 1983 : Matthew Star : Donalli
- 1984 : AfterMASH : The Judge
- 1984 : Domestic Life : Coach
- 1984 : La Fièvre d'Hawaï : Charlie
- 1984-1987 : Simon et Simon : Sheriff Brian McKenzie / Don Burton / Mayor K.K. Drinkman
- 1985 : Clair de lune : Frankie Tate / Farley Wrye
- 1985 : Robert Kennedy and His Times : Andy McLaughlin
- 1985 : Flics à Hollywood
- 1985 : Le Juge et le Pilote : Buzz Bird
- 1985 : Les deux font la paire : Detective Tuggey
- 1986 : Arabesque : Frank Kelso
- 1986 : Falcon Crest : James Saunders
- 1986 : A Year in the Life : George Bilzerian
- 1986 : Fresno (en) : Earl Duke
- 1986 : He's the Mayor : Chief Walter Padget
- 1986 : Joe Bash : Ernest Janowitz
- 1986 : Magnum : Dennis MacKenzie
- 1987 : CBS Summer Playhouse : Bob
- 1987 : La Loi de Los Angeles : Uncle Willard Sabrett
- 1988 : J.J. Starbuck : Cactus Jack
- 1988 : Mr. Belvedere : Mr. Franklin
- 1988 : Tribunal de nuit : Otis Edwards
- 1988-1998 : Murphy Brown : Phil
- 1989 : The Pat Sajak Show : Lui-même
- 1990 : Brigade de choc à Las Vegas : Wayne Trilling
- 1992 : Tequila et Bonetti : Tequila
- 1995 : Murder One : Marvin Siegalstein
- 1997 : Coach : Jeb
- 2001 : Hé Arnold ! : Mr. Camacho
- 2002 : TV Tales : Lui-même

#### Téléfilms
- 1977 : Alexander: The Other Side of Dawn (en) : Marty
- 1977 : Martinelli, Outside Man : Sally
- 1977 : The Night They Took Miss Beautiful (en) : Roman
- 1977 : The Quinns : Eugene Carmody
- 1978 : And I Alone Survived : Kaminsky
- 1978 : L'affaire Peter Reilly : Judge Vincent
- 1979 : Diary of a Teenage Hitchhiker
- 1979 : Flesh & Blood
- 1979 : The Best Place to Be
- 1979 : The Gift
- 1979 : The Two Worlds of Jennie Logan : Realtor
- 1980 : Au nom de l'amour : Sgt. Waterson
- 1980 : City in Fear : Supermarket Manager
- 1980 : Mark, I Love You : Bucky Sims
- 1981 : Of Mice and Men : Carlson
- 1981 : The Best Little Girl in the World : Store Manager
- 1981 : Un amour sans limite : Deputy Sheriff
- 1982 : Le Chant du bourreau : Val Conlan
- 1983 : Condamnation sans appel : Bartender
- 1983 : Starflight One : Joe Pedowski
- 1984 : Calendrier sanglant : Tony
- 1984 : Scorned and Swindled : Ty Jenkins
- 1984 : Used Cars : Uncle Roy L. Fuchs
- 1985 : La Course au bonheur : Broker
- 1985 : Le témoin silencieux : Brad Huffman
- 1985 : Stark : Wichita Police Chief Waldron
- 1986 : Stark: Meurtres à Las Vegas : Wichita Police Chief Waldron
- 1986 : Le Cadeau de Noël (en) (The Christmas Gift) : Bud Sawyer
- 1987 : Poker Alice : McCarthy
- 1987 : The Stepford Children : Sheriff Weston
- 1990 : In Defense of a Married Man : Det. Brendan Bradley
- 1992 : Carol Leifer: Gaudy, Bawdy & Blue : Lucky Herb
- 1994 : Saved by the Bell: Wedding in Las Vegas : Sheriff Myron Thorpe
- 1997 : La dernière minute du monde : TV Car Salesman, Beck's Interface
- 2002 : Murphy Brown: TV Tales